# Математичне сподівання
Математи́чне сподіва́ння, сере́днє зна́чення — одна з основних числових характеристик кожної випадкової величини. Воно є узагальненим поняттям середнього значення сукупності чисел на той випадок, коли елементи множини значень цієї сукупності мають різну «вагу», ціну, важливість, пріоритет, що є характерним для значень випадкової змінної. В теорії ймовірностей, математичне сподівання випадкової величини, інтуїтивно, є середнім значенням при довгостроковому повторенні одного і того ж експеримента, який воно представляє. Наприклад, математичне сподівання при підкиданні шестигранної гральної кісточки становить 3,5, оскільки середнє значення з усіх чисел, які можуть випасти становить 3,5 із тим як кількість підкидань прямує до нескінченності. Іншими словами, закон великих чисел стверджує, що середнє арифметичне всіх значень майже певно збігається до математичного сподівання, із тим як кількість повторів даного експерименту прямує до нескінченності. Математичне сподівання також іноді називають сподіванням, середнім, середнім значенням, або першим моментом.
Оскільки, випадкова величина може бути дискретною або задана густиною розподілу ймовірностей, тому теорія ймовірностей наводить два означення математичного сподівання.
У більш практичному розумінні, математичне сподівання дискретної випадкової величини є середнім зваженим по імовірності для всіх можливих значень. Іншими словами, кожне можливе значення випадкової величини фактично є помножене на його імовірність виникнення, і отриманий добуток складається у загальну суму, яка утворює математичне сподівання. Той самий принцип застосовується і для абсолютно неперервних випадкових величин, за винятком того, що сума замінюється на інтеграл для даної випадкової величини, по відношенню до її функції густини імовірностей. Формальне визначення охоплює обидва ці випадки, а також передбачає розподіли, які не є ні дискретними ні абсолютно неперервними; математичне сподівання випадкової величини є інтегралом, аргументом якого є ця випадкова величина відповідно до її міри імовірності.
Математичне сподівання не існує для випадкових величин, що мають певні розподіли імовірностей із великими "хвостами", як наприклад, Розподіл Коші. Для таких випадкових величин, довгий хвіст розподілу не передбачає, що сума або інтеграл будуть збіжними.
Математичне сподівання є ключовим аспектом, який характеризує розподіл ймовірностей; воно є одним із різновидів коефіцієнта зсуву. На противагу йому, дисперсія є мірою розсіяння можливих значень випадкової величини довкола математичного сподівання. Дисперсія сама по собі визначається в термінах двох математичних сподівань: це математичне сподівання квадратичного відхилення значень випадкової величини від математичного сподівання.

## Означення 1

Ілюстрація збіжності середнього для послідовності кидання грального кубика до сподівання 3.5 при постійному збільшенні кількості спроб.

Нехай дискретна випадкова змінна {\displaystyle X} може набувати значення {\displaystyle x_{1},x_{2},\ldots ,} відповідно з ймовірностями {\displaystyle p(x_{1}),p(x_{2}),\ldots ,} причому
{\displaystyle \sum _{x}p(x)=1\,}.
- Означення Чебишова: Математичним сподіванням будь-якої величини називається сума всіх можливих для неї значень, помножених на їхні ймовірності:[6]

{\displaystyle \mu \,\equiv \operatorname {E} (X)=\sum _{x}x\,p(x)},
де
{\displaystyle \mu \,} — це середнє значення випадкової величини {\displaystyle X}, областю можливих значень якої є множина {\displaystyle \left\{X=x\right\}};
{\displaystyle \operatorname {E} } — оператор математичного сподівання;
{\displaystyle \operatorname {E} (X)} — математичне сподівання величини {\displaystyle X}.

#### Приклади
- Нехай {\displaystyle X} задає множину подій при підкиданні гральної кістки із шістьма сторонами. Результатом буде кількість точок на верхній грані після підкидання гральної кістки. Можливими значеннями, які прийматиме {\displaystyle X} є 1, 2, 3, 4, 5, і 6, всі є рівноймовірними (кожне значення має ймовірність 1⁄6). Математичним сподіванням для {\displaystyle X} буде

{\displaystyle \operatorname {E} [X]=1\cdot {\frac {1}{6}}+2\cdot {\frac {1}{6}}+3\cdot {\frac {1}{6}}+4\cdot {\frac {1}{6}}+5\cdot {\frac {1}{6}}+6\cdot {\frac {1}{6}}=3.5.}
Якщо підкинути гральну кістку {\displaystyle n} разів і розрахувати середнє (середнє арифметичне) всіх результатів, із збільшенням {\displaystyle n}, середнє буде майже певне збігатися до значення сподівання. Цей факт відомий як закон великих чисел. Одним із прикладів послідовності десяти випадань гральної кістки є 2, 3, 1, 2, 5, 6, 2, 2, 2, 6, для якого середнє буде дорівнювати 3.1, що відрізняється від математичного сподівання 3.5 на число 0.4. Зближення є відносно повільним: ймовірність що середнє знаходитиметься в межах 3.5 ± 0.1 дорівнює 21.6 % для десяти спроб, 46.1 % для сотні спроб і 93.7 % для тисячі спроб. Див. графік на якому показані середні для довших послідовностей кидання гральної кістки на якому видно як вони збігаються до математичного сподівання із значенням в 3.5. У загальному випадку, швидкість зближення можна приблизно розрахувати за допомогою, наприклад, нерівності Чебишова і теореми Беррі-Ессіна.
- При грі в рулетку невелика кулька може потрапити в одну із 38 пронумерованих секцій колеса, що розміщені по колу. Коли колесо розкручують кулька ударяється і рухається випадковим чином доки не зупиниться в одному з секторів. Нехай випадкова величина {\displaystyle X} задає (грошовий) виграш при ставці в $1 на одне число («пряма» ставка). Якщо ставка виграє (що трапиться із ймовірністю 1⁄38), виграш становитиме $35; в іншому випадку гравець втрачає ставку. Очікуваним прибутком від такої ставки буде

{\displaystyle \operatorname {E} [\,{\text{gain from }}\$1{\text{ bet}}\,]=-\$1\cdot {\frac {37}{38}}+\$35\cdot {\frac {1}{38}}=-\$0.0526.}
Тобто, ставка в $1 коштуватиме втраті $0.0526, точніше її сподіванням є -$0.0526.

## Означення 2
Нехай випадкова змінна {\displaystyle \xi } задана густиною розподілу ймовірностей : {\displaystyle p_{\xi }(x)\,}, {\displaystyle (x_{min}<x<x_{max})}.
- Математичним сподіванням такої числової змінної {\displaystyle \xi }, якщо воно існує, називають інтеграл, узятий по області існування її густини розподілу, від добутку цієї випадкової змінної на її густину розподілу, тобто:

{\displaystyle \mu \equiv \,\operatorname {E} (\xi )=\int _{X}xp_{\xi }(x)dx}.
Математичне подівання існує, якщо цей інтеграл абсолютно збіжний.

## Деякі формули для обчислення математичного сподівання
Абстрактний інтеграл, що фігурує в означенні математичного сподівання, можна замінити відповідним інтегралом Лебега-Стілтьєса. Розглянемо випадок композиції борелівської функції {\displaystyle f} та випадкової величини {\displaystyle \xi } :
{\displaystyle \operatorname {E} (f\circ \xi )=\int _{X}f(x)dF_{\xi }(x)},
де {\displaystyle F_{\xi }(x)} — функція розподілу випадкової величини {\displaystyle \xi }.
Від цієї залежності приходимо до такої формули:
{\displaystyle \operatorname {E} (\xi )=\int _{X}xdF_{\xi }(x)}

## Основні властивості математичного сподівання
1. Якщо {\displaystyle \displaystyle \xi } та {\displaystyle \displaystyle \eta } — незалежні інтегровні випадкові величини, то {\displaystyle \displaystyle \operatorname {E} (\xi \cdot \eta )=\operatorname {E} (\xi )\cdot \operatorname {E} (\eta )}.
2. Якщо {\displaystyle \displaystyle \xi } та {\displaystyle \displaystyle \eta } — інтегровні випадкові величини, то {\displaystyle \displaystyle \operatorname {E} (\xi +\eta )=\operatorname {E} (\xi )+\operatorname {E} (\eta )}.
3. Якщо {\displaystyle \displaystyle \xi } — інтегровна випадкова величина, {\displaystyle C\in \mathbb {R} } то {\displaystyle \operatorname {E} (C\xi )=C\cdot \operatorname {E} (\xi )}.

Нижченаведені властивості повторюють властивості інтеграла Лебега, або безпосередньо випливають із них.

### E⁡[1A]=P⁡(A){\displaystyle \operatorname {E} [{\mathbf {1} }_{A}]=\operatorname {P} (A)}
Якщо {\displaystyle A} є випадковою подією, тоді {\displaystyle \operatorname {E} [{\mathbf {1} }_{A}]=\operatorname {P} (A),} де {\displaystyle {\mathbf {1} }_{A}} це індикаторна функція для множини {\displaystyle A}.
Доведення. За визначенням інтеграла Лебега для простої функції {\displaystyle {\mathbf {1} }_{A}={\mathbf {1} }_{A}(\omega )},
{\displaystyle \operatorname {E} [{\mathbf {1} }_{A}]=1\cdot \operatorname {P} (A)+0\cdot \operatorname {P} (\Omega \setminus A)=\operatorname {P} (A).}

### ЯкщоX=Yтоді E[X] = E[Y]
Це твердження випливає із визначення інтеграла Лебега, якщо взяти до уваги, що {\displaystyle X_{+}=Y_{+}}, {\displaystyle X_{-}=Y_{-}}, і що заміна простої випадкової величини на множину із нульовою імовірністю не змінює математичного сподівання.

### Математичне сподівання для сталої
Якщо {\displaystyle X} це випадкова величина, і {\displaystyle X=c}, де {\displaystyle c\in [-\infty ,+\infty ]}, тоді {\displaystyle \operatorname {E} [X]=c}. Зокрема, для довільної випадкової величини {\displaystyle X}, {\displaystyle \operatorname {E} [\operatorname {E} [X]]=\operatorname {E} [X]}.
| Доведення. |
| Нехай {\displaystyle C} — це стала випадкова величина, тобто {\displaystyle C\equiv c}. З визначення інтеграла Лебега випливає, що {\displaystyle \operatorname {E} [C]=c}. Також випливає, що {\displaystyle X=C}. Із попередньої властивості, {\displaystyle \operatorname {E} [X]=\operatorname {E} [C]=c.} |

### Лінійність
Оператор математичного сподівання {\displaystyle \operatorname {E} [\cdot ]} є лінійним в тому сенсі, що
{\displaystyle {\begin{aligned}\operatorname {E} [X+Y]&=\operatorname {E} [X]+\operatorname {E} [Y],\\[6pt]\operatorname {E} [aX]&=a\operatorname {E} [X],\end{aligned}}}
де {\displaystyle X} і {\displaystyle Y} є (довільними) випадковими величинами, і {\displaystyle a} є скаляром.
Більш суворо, нехай {\displaystyle X} і {\displaystyle Y} — випадкові величини, які мають визначені математичні сподівання (що відмінні від {\displaystyle \infty -\infty }).
- Якщо {\displaystyle \operatorname {E} [X]+\operatorname {E} [Y]} також визначене (тобто відмінне від {\displaystyle \infty -\infty }), тоді

{\displaystyle \operatorname {E} [X+Y]=\operatorname {E} [X]+\operatorname {E} [Y].}
- нехай {\displaystyle \operatorname {E} [X]} є скінченним, а {\displaystyle a\in \mathbb {R} } є скінченним скаляром. Тоді {\displaystyle \operatorname {E} [aX]=a\operatorname {E} [X].}

| Доведення. |
| 1. Доведемо адитивність за допомогою декількох кроків. 1a. Якщо {\displaystyle X} і {\displaystyle Y} є простими і невід'ємними, знаходячи перетини де це необхідно, перепишемо {\displaystyle X} і {\displaystyle Y} у наступному вигляді {\displaystyle X=\sum _{i=1}^{n}x_{i}\cdot {\mathbf {1} }_{A_{i}}} і {\displaystyle Y=\sum _{i=1}^{n}y_{i}\cdot {\mathbf {1} }_{A_{i}},} для деяких вимірних попарно-непересічних множин {\displaystyle \{A_{i}\}_{i=1}^{n}} розбиття {\displaystyle \Omega }, і {\displaystyle {\mathbf {1} }_{A_{i}}={\mathbf {1} }_{A_{i}}(\omega )} буде індикаторною функцією для множини {\displaystyle A_{i}}. Адитивність випливає із перевірки прямим методом. 1b. Припустимо, що {\displaystyle X} і {\displaystyle Y} є довільними не від'ємними величинами. Зауважимо, що кожна не-від'ємна вимірна функція є поточковою границею для поточкової не спадної послідовності із простих не від'ємних функцій. Нехай {\displaystyle \{X_{n}\}} і {\displaystyle \{Y_{n}\}} є такими послідовностями, які збігаються до {\displaystyle X} і {\displaystyle Y,} відповідно. Ми бачимо, що {\displaystyle \{X_{n}+Y_{n}\}} поточково не спадає, і {\displaystyle X_{n}+Y_{n}\to X+Y} поточково. Відповідно до Теореми Леві про монотонну збіжність і випадку 1a, {\displaystyle {\begin{aligned}\operatorname {E} [X+Y]&=\operatorname {E} [\lim _{n}(X_{n}+Y_{n})]\\&=\lim _{n}\operatorname {E} [X_{n}+Y_{n}]\\&=\lim _{n}(\operatorname {E} [X_{n}]+\operatorname {E} [Y_{n}])\\&=\lim _{n}\operatorname {E} [X_{n}]+\lim _{n}\operatorname {E} [Y_{n}]\\&=\operatorname {E} [\lim _{n}X_{n}]+\operatorname {E} [\lim _{n}Y_{n}]\\&=\operatorname {E} [X]+\operatorname {E} [Y].\end{aligned}}} (За допомогою теореми про монотонну збіжність можна перевірити, що це не веде до кругової логіки). 1c. В загальному випадку, якщо {\displaystyle Z=X+Y}, тоді {\displaystyle Z_{+}+X_{-}+Y_{-}=Z_{-}+X_{+}+Y_{+},} and {\displaystyle \operatorname {E} [Z_{+}+X_{-}+Y_{-}]=\operatorname {E} [Z_{-}+X_{+}+Y_{+}].} Розділивши це, {\displaystyle \operatorname {E} [Z_{+}]+\operatorname {E} [X_{-}]+\operatorname {E} [Y_{-}]=\operatorname {E} [Z_{-}]+\operatorname {E} [X_{+}]+\operatorname {E} [Y_{+}],} що еквівалентно, {\displaystyle \operatorname {E} [Z_{+}]-\operatorname {E} [Z_{-}]=\operatorname {E} [X_{+}]+\operatorname {E} [Y_{+}]-\operatorname {E} [X_{-}]-\operatorname {E} [Y_{-}],} і зрештою, {\displaystyle \operatorname {E} [Z]=\operatorname {E} [X]+\operatorname {E} [Y].} 2. Для доведення однорідності, припустимо спершу, що скаляр {\displaystyle a} описаний перед цим не від'ємний. Скінченність {\displaystyle \operatorname {E} [X]} передбачає, що {\displaystyle X} також є скінченним. Тому, {\displaystyle a\cdot X} також скінченне, що зрештою гарантує, що {\displaystyle \operatorname {E} [aX]} є скінченним. Рівняння, таким чином, є простою перевіркою, що основана на визначенні інтеграла Лебега. Якщо {\displaystyle a<0}, тоді спершу доведемо, що {\displaystyle \operatorname {E} [-X]=-\operatorname {E} [X]} спостерігаючи, що {\displaystyle (-X)_{+}=X_{-}} і навпаки. |

### E[X] існує і є скінченним тоді і тільки тоді, коли E[|X|] є скінченним
Такі твердження відносно випадкової величини {\displaystyle X} — еквівалентні:
- {\displaystyle \operatorname {E} [X]} існує і є скінченним.
- Обидва {\displaystyle \operatorname {E} [X_{+}]} і {\displaystyle \operatorname {E} [X_{-}]} є скінченними.
- {\displaystyle \operatorname {E} [|X|]} скінченне.

Насправді, {\displaystyle |X|=X_{+}+X_{-}}. Відповідно до властивості лінійності, {\displaystyle \operatorname {E} [|X|]=\operatorname {E} [X_{+}]+\operatorname {E} [X_{-}]}. Вищенаведена рівність спирається на визначення інтегралу Лебега і вимірність {\displaystyle X}.
Завдяки цьому, вирази про те що «{\displaystyle X} є інтегрованою» і «математичне сподівання {\displaystyle X} є скінченним» є зрештою взаємозамінними, якщо говорять про випадкову величину.

### ЯкщоX≥ 0 тоді E[X] ≥ 0
| Доведення. |
| Позначимо {\displaystyle \operatorname {SF} =\{s:\Omega \to \mathbb {R} \mid s{\text{ є простою випадковою величиною, і }}0\leq s\leq X_{+}\}.} Якщо {\displaystyle s\in \operatorname {SF} }, тоді {\displaystyle \operatorname {E} [s]\in [0,+\infty )}, і звідси, за визначенням інтеграла Лебега, {\displaystyle \operatorname {E} [X_{+}]=\sup _{s\in \operatorname {SF} }\operatorname {E} [s]\geq 0.} З іншого боку, {\displaystyle X_{-}=0} (майже скрізь), тож, якщо задати через подібний аргумент, {\displaystyle \operatorname {E} [X_{-}]=0}, і таким чином {\displaystyle \operatorname {E} [X]=\operatorname {E} [X_{+}]-\operatorname {E} [X_{-}]=\operatorname {E} [X_{+}]\geq 0}. |

### Монотонність
Якщо {\displaystyle X\leq Y} (a.s.), і обидва {\displaystyle \operatorname {E} [X]} та {\displaystyle \operatorname {E} [Y]} існують, тоді {\displaystyle \operatorname {E} [X]\leq \operatorname {E} [Y]}.
Зауваження. {\displaystyle \operatorname {E} [X]} and {\displaystyle \operatorname {E} [Y]} існую в тому розумінні, що {\displaystyle \min(\operatorname {E} [X_{+}],\operatorname {E} [X_{-}])<\infty } and {\displaystyle \min(\operatorname {E} [Y_{+}],\operatorname {E} [Y_{-}])<\infty .}
Доведення випливає із властивості лінійності і попередньої властивості, якщо задати {\displaystyle Z=Y-X} і звернути увагу на те, що {\displaystyle Z\geq 0} (майже скрізь).

### Якщо|X|≤Y{\displaystyle |X|\leq Y}(майже скрізь) іE⁡[Y]{\displaystyle \operatorname {E} [Y]}є скінченною, тоді так само і дляE⁡[X]{\displaystyle \operatorname {E} [X]}
Нехай {\displaystyle X} і {\displaystyle Y} є випадковими величинами, такими що {\displaystyle |X|\leq Y} (майже скрізь) і {\displaystyle \operatorname {E} [Y]<\infty }. Тоді {\displaystyle \operatorname {E} [X]\neq \pm \infty }.
Доведення. Завдяки не від'ємності {\displaystyle |X|}, {\displaystyle \operatorname {E} |X|} існує, скінченне або нескінченне. Відповідно до властивості монотонності, {\displaystyle \operatorname {E} |X|\leq \operatorname {E} [Y]<\infty }, тож {\displaystyle \operatorname {E} |X|} є скінченним, що в свою чергу як ми бачили буде еквівалентне тому, що {\displaystyle \operatorname {E} [X]} є скінченним.

### ЯкщоE⁡|Xβ|<∞{\displaystyle \operatorname {E} |X^{\beta }|<\infty }та0<α<β{\displaystyle 0<\alpha <\beta }тодіE⁡|Xα|<∞{\displaystyle \operatorname {E} |X^{\alpha }|<\infty }
Нижченаведене твердження буде використане для доведення властивості екстремальності для
{\displaystyle \operatorname {E} [X]}.
Твердження. Якщо {\displaystyle X} є випадковою величиною, тоді так само буде і {\displaystyle X^{\alpha }}, для будь-якого {\displaystyle \alpha >0}. Якщо в додаток до того, {\displaystyle \operatorname {E} |X^{\beta }|<\infty } і
{\displaystyle 0<\alpha <\beta }, тоді {\displaystyle \operatorname {E} |X^{\alpha }|<\infty }.
| Доведення. |
| Аби зрозуміти чому перше твердження є справедливим, зауважимо, що {\displaystyle X^{\alpha }} є композицією із {\displaystyle X} та {\displaystyle x\mapsto x^{\alpha }}. Оскільки це буде композицією двох вимірних функцій, то {\displaystyle X^{\alpha }} також є вимірною. Аби довести друге твердження, визначимо {\displaystyle Y(\omega )=\max(\|X(\omega )\|^{\beta },1).} Можна перевірити, що {\displaystyle Y} є випадковою величиною і {\displaystyle \|X\|^{\alpha }\leq Y}. Відповідно до властивості невід'ємності, {\displaystyle {\begin{aligned}\operatorname {E} [Y]&=\int \limits _{\{\omega \ \mid \ \|X(\omega )\|^{\beta }\leq 1\}}Y\,dP+\int \limits _{\{\omega \ \mid \ \|X(\omega )\|^{\beta }>1\}}Y\,dP\\[6pt]&=\operatorname {P} {\bigl (}\|X(\omega )\|^{\beta }\leq 1{\bigr )}+\int \limits _{\{\omega \ \mid \ \|X(\omega )\|^{\beta }>1\}}\|X\|^{\beta }\,dP\\[6pt]&\leq 1+\operatorname {E} \|X^{\beta }\|<\infty .\end{aligned}}} Відповідно до властивості монотонності, {\displaystyle \operatorname {E} \|X^{\alpha }\|\leq \operatorname {E} [Y]\leq 1+\operatorname {E} \|X^{\beta }\|<\infty .} |

#### Протилежний приклад для нескінченної міри
Вимога, що {\displaystyle \operatorname {P} (\Omega )<\infty } є суттєвою. Як протилежний приклад розглянемо вимірний простір
{\displaystyle ([1,+\infty ),{\mathcal {B}}_{\mathbb {R} _{[1,+\infty )}},\lambda ),}
де {\displaystyle {\mathcal {B}}_{\mathbb {R} _{[1,+\infty )}}} це Борелівська {\displaystyle \sigma }-алгебра над інтервалом {\displaystyle [1,+\infty ),} і {\displaystyle \lambda } є лінійною мірою Лебега. Можна довести, що {\displaystyle \textstyle \int _{[1,+\infty )}{\frac {1}{x}}\,dx=\infty ,} навіть якщо {\displaystyle \textstyle \int _{[1,+\infty )}{\frac {1}{x^{2}}}\,dx=1.} ({\displaystyle \textstyle \int _{S}{\frac {1}{x}}\,dx} і {\displaystyle \textstyle \int _{S}{\frac {1}{x^{2}}}\,dx} визначають міру {\displaystyle \mu } над {\displaystyle \textstyle [1,+\infty )=\cup _{n=1}^{\infty }[1,n].} Зважаючи на неперервність для {\displaystyle \mu } і спростивши інтеграл Рімана для кожного скінченного інтервала {\displaystyle [1,n]}), отримаємо необхідне доведення.

### Властивість екстремальності
Відповідно до того, що було доведено вище, якщо {\displaystyle X} це випадкова змінна, тоді так само і {\displaystyle X^{2}}.
Твердження (властивість екстремальності для {\displaystyle \operatorname {E} [X])}). Нехай {\displaystyle X} є випадковою величиною, і {\displaystyle \operatorname {E} [X^{2}]<\infty }. Тоді {\displaystyle \operatorname {E} [X]} і {\displaystyle \operatorname {Var} [X]} є скінченними, а {\displaystyle \operatorname {E} [X]} найкраща апроксимація методом найменших квадратів для {\displaystyle X} серед сталих. Зокрема,
- для кожного {\displaystyle c\in \mathbb {R} }, {\displaystyle \textstyle \operatorname {E} [X-c]^{2}\geq \operatorname {Var} [X];}
- рівняння буде дійсним тоді і тільки тоді, коли {\displaystyle c=\operatorname {E} [X].}

({\displaystyle \operatorname {Var} [X]} позначає дисперсію величини {\displaystyle X}).
Пояснення (інтуїтивно зрозуміла інтерпретація властивості екстремальності). У простому розумінні, властивість екстремальності стверджує, що якщо існує задача передбачення результату випробування для випадкової величини {\displaystyle X}, тоді {\displaystyle \operatorname {E} [X]}, в деякому практичному сенсі, є найкращим закладом (передбачення) якщо немає попередньої інформації про результат. З іншого боку, якщо в результаті отриманого результату існує деяке уточнене знання {\displaystyle {\mathcal {F}}}, тоді — знов, в деякому практичному сенсі — передбачення можна покращити використовуючи умовні математичні сподівання {\displaystyle \operatorname {E} [X\mid {\mathcal {F}}]} (серед яких {\displaystyle \operatorname {E} [X]} є особливим випадком) замість {\displaystyle \operatorname {E} [X]}.
Доведення твердження. Відповідно до попередніх властивостей, {\displaystyle \operatorname {E} [X]} і
{\displaystyle \operatorname {Var} [X]=\operatorname {E} [X^{2}]-\operatorname {E} ^{2}[X]} обидва є скінченними, і
{\displaystyle {\begin{aligned}\operatorname {E} [X-c]^{2}&=\operatorname {E} [X^{2}-2cX+c^{2}]\\[6pt]&=\operatorname {E} [X^{2}]-2c\operatorname {E} [X]+c^{2}\\[6pt]&=(c-\operatorname {E} [X])^{2}+\operatorname {E} [X^{2}]-\operatorname {E} ^{2}[X]\\[6pt]&=(c-\operatorname {E} [X])^{2}+\operatorname {Var} [X],\end{aligned}}}
звідки випливає властивість екстремальності.

### Невиродженість
Якщо {\displaystyle \operatorname {E} |X|=0}, тоді {\displaystyle X=0} (майже певно).
| Доведення. |
| Для будь-якої додатної сталої {\displaystyle r\in {\mathbb {R} }_{>0}}, {\displaystyle \operatorname {P} (\|X\|\geq r)=0}. Насправді, {\displaystyle r\cdot {\mathbf {1} }_{\|X\|\geq r}\leq \|X\|\cdot {\mathbf {1} }_{\|X\|\geq r}\leq \|X\|,} де {\displaystyle {\mathbf {1} }_{\|X\|\geq r}={\mathbf {1} }_{\|X\|\geq r}(\omega )} це індикаторна функція для множини {\displaystyle \{\omega \in \Omega \mid \|X(\omega )\|\geq r\}}. Відповідно до вищенаведеної властивості, скінченність {\displaystyle \operatorname {E} \|X\|} гарантує, що математичні сподівання {\displaystyle \operatorname {E} [r\cdot {\mathbf {1} }_{\|X\|\geq r}]} і {\displaystyle \operatorname {E} [\|X\|\cdot {\mathbf {1} }_{\|X\|\geq r}]} також є скінченними. Відповідно до властивості монотонності, {\displaystyle r\cdot \operatorname {P} (\|X\|\geq r)=\operatorname {E} [r\cdot {\mathbf {1} }_{\|X\|\geq r}]\leq \operatorname {E} [\|X\|\cdot {\mathbf {1} }_{\|X\|\geq r}]\leq \operatorname {E} \|X\|=0.} Для деякого цілого числа {\displaystyle n>0}, задамо {\displaystyle \textstyle r={\frac {1}{n}}}. Визначимо {\displaystyle \textstyle S_{n}=\{\omega \in \Omega \mid \|X(\omega )\|\geq {\frac {1}{n}}\}}, і {\displaystyle \textstyle S=\{\omega \in \Omega \mid \|X(\omega )\|>0\}.} Послідовність множин {\displaystyle S_{1}\subseteq \cdots \subseteq S_{n}\subseteq S_{n+1}\subseteq \cdots \subseteq S} монотонно не спадає, і {\displaystyle S=\cup _{n=1}^{\infty }S_{n}}. Відповідно до «неперервності знизу», {\displaystyle \textstyle \operatorname {P} (S)=\lim _{n}\operatorname {P} (S_{n})}. Застосувавши цю формулу, отримаємо {\displaystyle \operatorname {P} (X\neq 0)=\operatorname {P} (\|X\|>0)=\lim _{n}\operatorname {P} \left(\|X\|\geq {\frac {1}{n}}\right)=\lim _{n}0=0,} що і треба було довести. |

### ЯкщоE⁡[X]<+∞{\displaystyle \operatorname {E} [X]<+\infty }тодіX<+∞{\displaystyle X<+\infty }(майже певно)
| Доведення. |
| Оскільки {\displaystyle \operatorname {E} [X]} є визначеним (тобто {\displaystyle \min(\operatorname {E} [X_{+}],\operatorname {E} [X_{-}])<\infty }), і {\displaystyle \operatorname {E} [X]=\operatorname {E} [X_{+}]-\operatorname {E} [X_{-}],} нам відомо, що {\displaystyle \operatorname {E} [X_{+}]} є скінченним, і ми хочемо показати, що {\displaystyle X_{+}<+\infty } (майже певно). Покажемо, що {\displaystyle \operatorname {P} (\Omega _{\infty })=0,} де {\displaystyle \Omega _{\infty }=\{\omega \in \Omega \mid X_{+}(\omega )=+\infty \}.} Якщо {\displaystyle \Omega _{\infty }=\emptyset ,} тоді {\displaystyle \operatorname {P} (\Omega _{\infty })=0,} і доказ завершений. Припустивши, що {\displaystyle \Omega _{\infty }\neq \emptyset ,} визначимо {\displaystyle \operatorname {SF} =\{s\mid s\ {\hbox{ є простою випадковою величиною}}\ 0\leq s\leq X_{+}\}.} Дано, що {\displaystyle {\rm {SF}}\neq \emptyset }, оберемо {\displaystyle f\in {\rm {SF}}.} Для кожного {\displaystyle \textstyle n>\sup _{\Omega }f,} визначимо {\displaystyle f_{n}(\omega )={\begin{cases}n&{\hbox{if}}\ \omega \in \Omega _{\infty }\\[3pt]f(\omega )&{\hbox{if}}\ \omega \notin \Omega _{\infty }.\end{cases}}} Очевидно, {\displaystyle f_{n}\in {\rm {SF}},} і {\displaystyle \operatorname {E} [f_{n}]=n\cdot \operatorname {P} (\Omega _{\infty })+h,} для деякої сталої {\displaystyle h\geq 0} незалежної від {\displaystyle n.} (Можна легко помітити, що, насправді, {\displaystyle h=\operatorname {E} [f\cdot {\mathbf {1} }_{\Omega \setminus \Omega _{\infty }}],}, але в даному випадку це нас не цікавить). Припустимо, що {\displaystyle \operatorname {P} (\Omega _{\infty })>0.} Послідовність {\displaystyle \{\operatorname {E} [f_{n}]\}} строго зростає, тому, за визначенням інтеграла Лебега, {\displaystyle \operatorname {E} [X_{+}]=\sup _{s\in {\rm {SF}}}\operatorname {E} [s]\geq \sup _{n>\sup _{\Omega }f}\operatorname {E} [f_{n}]=+\infty \cdot \operatorname {P} (\Omega _{\infty })+h=+\infty ,} що суперечить попередньому висновку, про те що {\displaystyle \operatorname {E} [X_{+}]} є скінченним. |

### |E⁡[X]|≤E⁡|X|{\displaystyle |\operatorname {E} [X]|\leq \operatorname {E} |X|}
Для довільної випадкової величини буде вірною властивість {\displaystyle X}, {\displaystyle |\operatorname {E} [X]|\leq \operatorname {E} |X|}.
Доведення. Відповідно до визначення інтеграла Лебега,
{\displaystyle {\begin{aligned}|\operatorname {E} [X]|&={\Bigl |}\operatorname {E} [X_{+}]-\operatorname {E} [X_{-}]{\Bigr |}\leq {\Bigl |}\operatorname {E} [X_{+}]{\Bigr |}+{\Bigl |}\operatorname {E} [X_{-}]{\Bigr |}\\[5pt]&=\operatorname {E} [X_{+}]+\operatorname {E} [X_{-}]=\operatorname {E} [X_{+}+X_{-}]\\[5pt]&=\operatorname {E} |X|.\end{aligned}}}
Відмітимо, що цей самий результат можна довести за допомогою нерівності Єнсена.

### Немультиплікативність
У загальному випадку, оператор математичного сподівання не є мультиплікативним, тобто {\displaystyle \operatorname {E} [XY]} не обов'язково дорівнюватиме {\displaystyle \operatorname {E} [X]\cdot \operatorname {E} [Y]}. Насправді, нехай {\displaystyle X} приймає значення 1 та -1 із імовірністю 0.5 кожне. Тоді
{\displaystyle \operatorname {E^{2}} [X]=\left({\frac {1}{2}}\cdot (-1)+{\frac {1}{2}}\cdot 1\right)^{2}=0,}
і
{\displaystyle \operatorname {E} [X^{2}]={\frac {1}{2}}\cdot (-1)^{2}+{\frac {1}{2}}\cdot 1^{2}=1,{\text{ тож }}\operatorname {E} [X^{2}]\neq \operatorname {E^{2}} [X].}
Величина, на яку відрізняється мультиплікативність називається коваріацією:
{\displaystyle \operatorname {Cov} (X,Y)=\operatorname {E} [XY]-\operatorname {E} [X]\operatorname {E} [Y].}
Однак, якщо випадкові величини {\displaystyle X\in (\Omega _{1},{\mathcal {F}}_{1},\operatorname {P} _{1})} і {\displaystyle Y\in (\Omega _{2},{\mathcal {F}}_{2},\operatorname {P} _{2})} є незалежними, тоді {\displaystyle \operatorname {E} [XY]=\operatorname {E} [X]\operatorname {E} [Y]}, та {\displaystyle \operatorname {Cov} (X,Y)=0}.

### Протилежний приклад:E⁡[Xi]↛E⁡[X]{\displaystyle \operatorname {E} [X_{i}]\not \to \operatorname {E} [X]}незважаючи на цеXi→X{\displaystyle X_{i}\to X}поточково
Нехай {\displaystyle \left([0,1],{\mathcal {B}}_{[0,1]},{\mathrm {P} }\right)} задає ймовірнісний простір, де {\displaystyle {\mathcal {B}}_{[0,1]}} є Борелівською {\displaystyle \sigma }-алгеброю над {\displaystyle [0,1]} і {\displaystyle {\mathrm {P} }} є лінійною мірою Лебега. Для {\displaystyle i\geq 1,} визначимо послідовність випадкових величин
{\displaystyle X_{i}=i\cdot {\mathbf {1} }_{\left[0,{\frac {1}{i}}\right]}}
і випадкову величину
{\displaystyle X={\begin{cases}+\infty &{\text{якщо}}\ x=0\\0&{\text{в інших випадках.}}\end{cases}}}
в інтервалі {\displaystyle [0,1]}, і де {\displaystyle {\mathbf {1} }_{S}} є індикаторною функцією над множиною {\displaystyle S\subseteq [0,1]}.
Для кожного {\displaystyle x\in [0,1],} при тому як {\displaystyle i\to +\infty ,} {\displaystyle X_{i}(x)\to X(x),} і
{\displaystyle \operatorname {E} [X_{i}]=i\cdot {\mathrm {P} }\left(\left[0,{\frac {1}{i}}\right]\right)=i\cdot {\dfrac {1}{i}}=1,}
тож {\displaystyle \lim _{i\to \infty }\operatorname {E} [X_{i}]=1.} З іншого боку, {\displaystyle \mathop {\mathrm {P} } (\{0\})=0,} і таким чином {\displaystyle \operatorname {E} \left[X\right]=0.}

### Зліченна неадитивність
У загальному випадку, оператор математичного сподівання не {\displaystyle \sigma }-адитивний, тобто
{\displaystyle \operatorname {E} \left[\sum _{i=0}^{\infty }X_{i}\right]\neq \sum _{i=0}^{\infty }\operatorname {E} [X_{i}].}
Розглянемо обернений приклад, нехай {\displaystyle \left([0,1],{\mathcal {B}}_{[0,1]},{\mathrm {P} }\right)} є ймовірнісним простором, де {\displaystyle {\mathcal {B}}_{[0,1]}} це Борелівська {\displaystyle \sigma }-алгебра у інтервалі {\displaystyle [0,1]} і {\displaystyle {\mathrm {P} }} це лінійна міра Лебега. Визначимо послідовність випадкових величин {\displaystyle \textstyle X_{i}=(i+1)\cdot {\mathbf {1} }_{\left[0,{\frac {1}{i+1}}\right]}-i\cdot {\mathbf {1} }_{\left[0,{\frac {1}{i}}\right]}} у {\displaystyle [0,1]}, де {\displaystyle {\mathbf {1} }_{S}} задає індикаторну функцію над множиною {\displaystyle S\subseteq [0,1]}. Для поточкових сум, матимемо що
{\displaystyle \sum _{i=0}^{n}X_{i}=(n+1)\cdot {\mathbf {1} }_{\left[0,{\frac {1}{n+1}}\right]},}
{\displaystyle \sum _{i=0}^{\infty }X_{i}(x)={\begin{cases}+\infty &{\text{якщо}}\ x=0\\0&{\text{в інших випадках.}}\end{cases}}}
Відповідно до скінченності адитивності,
{\displaystyle \sum _{i=0}^{\infty }\operatorname {E} [X_{i}]=\lim _{n\to \infty }\sum _{i=0}^{n}\operatorname {E} [X_{i}]=\lim _{n\to \infty }\operatorname {E} \left[\sum _{i=0}^{n}X_{i}\right]=1.}
З іншого боку, {\displaystyle \mathop {\mathrm {P} } (\{0\})=0,} і тому
{\displaystyle \operatorname {E} \left[\sum _{i=0}^{\infty }X_{i}\right]=0\neq 1=\sum _{i=0}^{\infty }\operatorname {E} [X_{i}].}

### Зліченна адитивність для не від'ємних випадкових величин
Нехай {\displaystyle \{X_{i}\}_{i=0}^{\infty }} — невід'ємні випадкові величини. Із теореми про монотонну збіжність випливає, що
{\displaystyle \operatorname {E} \left[\sum _{i=0}^{\infty }X_{i}\right]=\sum _{i=0}^{\infty }\operatorname {E} [X_{i}].}

## Нерівності

### Нерівність Коші— Буняковського— Шварца
Нерівність Коші — Буняковського стверджує, що
{\displaystyle (\operatorname {E} [XY])^{2}\leq \operatorname {E} [X^{2}]\cdot \operatorname {E} [Y^{2}].}

### Нерівність Маркова
Для невід'ємної випадкової величини {\displaystyle X} та {\displaystyle a>0}, нерівність Маркова стверджує, що
{\displaystyle \operatorname {P} (X\geq a)\leq {\frac {\operatorname {E} [X]}{a}}.}

### Нерівність Чебишова
Нехай {\displaystyle X} є довільною випадковою величиною із скінченним математичним сподіванням {\displaystyle \operatorname {E} [X]} і скінченною дисперсією {\displaystyle \operatorname {Var} [X]\neq 0}. Нерівність Чебишова стверджує що, для будь-якого дійсного числа {\displaystyle k>0},
{\displaystyle \operatorname {P} {\Bigl (}{\Bigl |}X-\operatorname {E} [X]{\Bigr |}\geq k{\sqrt {\operatorname {Var} [X]}}{\Bigr )}\leq {\frac {1}{k^{2}}}.}

### Нерівність Єнсена
Нехай функція {\displaystyle f:{\mathbb {R} }\to {\mathbb {R} }} є Борелівською опуклою функцією і {\displaystyle X} — випадкова величина, для якої {\displaystyle \operatorname {E} |X|<\infty }. Нерівність Єнсена стверджує, що
{\displaystyle f(\operatorname {E} (X))\leq \operatorname {E} (f(X)).}
Примітка 1. Математичне сподівання {\displaystyle \operatorname {E} (f(X))} є добре визначеним навіть якщо {\displaystyle X} може приймати нескінченні значення. Насправді, {\displaystyle \operatorname {E} |X|<\infty } передбачає, що {\displaystyle X\neq \pm \infty } (майже певно), тому випадкова величина {\displaystyle f(X(\omega ))} майже певно є визначеною, і таким чином є достатньо інформації для розрахунку {\displaystyle \operatorname {E} (f(X))}.
Примітка 2.  Нерівність Єнсена передбачає, що {\displaystyle |\operatorname {E} [X]|\leq \operatorname {E} |X|} оскільки, функція абсолютного значення є опуклою.

### Нерівність Ляпунова
Нехай {\displaystyle 0<s<t}. Нерівність Ляпунова стверджує, що
{\displaystyle {\Bigl (}\operatorname {E} |X|^{s}{\Bigr )}^{1/s}\leq \left(\operatorname {E} |X|^{t}\right)^{1/t}.}
Доведення. Застосувавши Нерівність Єнсена до {\displaystyle |X|^{s}} і {\displaystyle g(x)=|x|^{t/s}}, отримаємо
{\displaystyle {\Bigl |}\operatorname {E} |X^{s}|{\Bigr |}^{t/s}\leq \operatorname {E} |X^{s}|^{t/s}=\operatorname {E} |X|^{t}}. Знайшовши {\displaystyle t}-ий корінь для кожної сторони отримаємо те, що необхідно було довести.
Наслідок.
{\displaystyle \operatorname {E} |X|\leq {\Bigl (}\operatorname {E} |X|^{2}{\Bigr )}^{1/2}\leq \cdots \leq {\Bigl (}\operatorname {E} |X|^{n}{\Bigr )}^{1/n}\leq \cdots }

### Нерівність Гельдера
Нехай {\displaystyle p} та {\displaystyle q} задовольняють умовам {\displaystyle 1\leq p\leq \infty }, {\displaystyle 1\leq q\leq \infty }, і {\displaystyle 1/p+1/q=1}. Нерівність Гельдера стверджує, що
{\displaystyle \operatorname {E} |XY|\leq (\operatorname {E} |X|^{p})^{1/p}(\operatorname {E} |Y|^{q})^{1/q}.}

### Нерівність Мінковського
Нехай {\displaystyle p} є цілим числом, що задовольняє умові {\displaystyle 1\leq p\leq \infty }. Крім того, нехай {\displaystyle \operatorname {E} |X|^{p}<\infty } і {\displaystyle \operatorname {E} |Y|^{p}<\infty }. тоді відповідно до нерівності Мінковського, {\displaystyle \operatorname {E} |X+Y|^{p}<\infty } і
{\displaystyle {\Bigl (}\operatorname {E} |X+Y|^{p}{\Bigr )}^{1/p}\leq {\Bigl (}\operatorname {E} |X|^{p}{\Bigr )}^{1/p}+{\Bigl (}\operatorname {E} |Y|^{p}{\Bigr )}^{1/p}.}

## Розрахунок границь під знаком оператораE{\displaystyle \operatorname {E} }

### Теорема про монотонну збіжність
Нехай послідовність випадкових величин {\displaystyle \{X_{n}\}} і випадкових величин {\displaystyle X} та {\displaystyle Y} визначені у одному і тому ж ймовірносному просторі {\displaystyle (\Omega ,\Sigma ,\operatorname {P} ).} Припустимо, що
- всі математичні сподівання {\displaystyle \operatorname {E} [X_{n}],} {\displaystyle \operatorname {E} [X],} та {\displaystyle \operatorname {E} [Y]} є визначеними (відрізняються від {\displaystyle \infty -\infty });
- {\displaystyle \operatorname {E} [Y]>-\infty ;}
- для кожного {\displaystyle n,}

{\displaystyle -\infty \leq Y\leq X_{n}\leq X_{n+1}\leq +\infty \quad {\hbox{(a.s.)}};}
- {\displaystyle X} це поточкова границя для {\displaystyle \{X_{n}\}} (майже певно), тобто {\displaystyle X(\omega )=\lim \nolimits _{n}X_{n}(\omega )} (майже певно).

Теорема про монотонну збіжність стверджує, що
{\displaystyle \lim _{n}\operatorname {E} [X_{n}]=\operatorname {E} [X].}
| Доведення. |
| Відповідно до монотонності, помітимо що послідовність {\displaystyle \{\operatorname {E} [X_{n}]\}} монотонно не спадає, і {\displaystyle \operatorname {E} [Y]\leq \operatorname {E} [X_{n}]\leq \operatorname {E} [X].} Якщо {\displaystyle \operatorname {E} [Y]=+\infty ,} тоді {\displaystyle \operatorname {E} [Y]=\operatorname {E} [X_{n}]=\operatorname {E} [X],} що і треба було знайти. Якщо {\displaystyle \operatorname {E} [Y]<+\infty ,} тоді, із наступного припущення про те, що {\displaystyle \operatorname {E} [Y]>-\infty ,} ми робимо висновок, що {\displaystyle \operatorname {E} [Y]} є скінченним, що в свою чергу, передбачає, як ми перед цим бачили, що {\displaystyle Y} є скінченною (майже певно). Позначимо {\displaystyle Z_{n}=X_{n}-Y} і {\displaystyle Z=X-Y}. Скінченність {\displaystyle Y} (майже певно) передбачає, що різниці {\displaystyle Z_{n}=X_{n}-Y} та {\displaystyle Z=X-Y} є визначеними (не мають форму {\displaystyle \infty -\infty }) усуди за межами нульової множини. В нульовій множині, {\displaystyle Z_{n}} та {\displaystyle Z} можна визначити довільним чином (тобто як нуль, або в будь-який інший спосіб допоки це зберігатиме вимірність), так що це не впливатиме на доведення. Оскільки вони є різницями випадкових величин, то {\displaystyle Z_{n}} і {\displaystyle Z} також є випадковими величинами. Із визначення випливає, що {\displaystyle Z_{n}\geq 0} (майже певно), {\displaystyle Z\geq 0} (майже певно), послідовність {\displaystyle \{Z_{n}\}} поточково не спадає (м.п.), і {\displaystyle Z_{n}\to Z} поточково (м.п.). Із (узагальненої версії) теореми про монотонну збіжність, {\displaystyle {\begin{aligned}(\lim _{n}\operatorname {E} [X_{n}])-\operatorname {E} [Y]&=\lim _{n}(\operatorname {E} [X_{n}]-\operatorname {E} [Y])\\&=\lim _{n}\operatorname {E} [X_{n}-Y]\\&=\lim _{n}\operatorname {E} [Z_{n}]\\&=\operatorname {E} [Z]\\&=\operatorname {E} [X-Y]\\&=\operatorname {E} [X]-\operatorname {E} [Y],\end{aligned}}} звідки випливає твердження. |

### Лема Фату
Нехай послідовність випадкових величин {\displaystyle \{X_{n}\}} і окрема випадкова величина {\displaystyle Y} будуть визначені в єдиному ймовірнісному просторі {\displaystyle (\Omega ,\Sigma ,\operatorname {P} ).} Припустимо, що
- всі математичні сподівання {\displaystyle \operatorname {E} [X_{n}],} {\displaystyle \textstyle \operatorname {E} [\liminf _{n}X_{n}],} і {\displaystyle \operatorname {E} [Y]} визначені (відрізняються від {\displaystyle \infty -\infty });
- {\displaystyle \operatorname {E} [Y]>-\infty ;}
- {\displaystyle -\infty \leq Y\leq X_{n}\leq +\infty } (м.п.), для кожного {\displaystyle n.}

Лема Фату стверджує, що
{\displaystyle \operatorname {E} [\liminf _{n}X_{n}]\leq \liminf _{n}\operatorname {E} [X_{n}].}
(Зауважимо, що {\displaystyle \textstyle \liminf _{n}X_{n}} є випадковою величиною, для кожного {\displaystyle n,} відповідно до властивостей нижньої границі).
| Доведення. |
| Якщо {\displaystyle \operatorname {E} [Y]=+\infty ,} тоді відповідно до властивості монотонності, {\displaystyle \operatorname {E} [Y]=\operatorname {E} [X_{n}]=+\infty ,} тож {\displaystyle \textstyle \liminf _{n}\operatorname {E} [X_{n}]=+\infty ,} із наступним твердженням, що випливає із цього. Якщо {\displaystyle \operatorname {E} [Y]<+\infty }, тоді, відповідно до припущення про те, що {\displaystyle \operatorname {E} [Y]>-\infty ,} ми робимо висновок, що {\displaystyle \operatorname {E} [Y]} є скінченною, що в свою чергу зумовлює, як ми бачили перед тим, що {\displaystyle Y} є скінченним (м.п.). Позначимо {\displaystyle Z_{n}=X_{n}-Y}. Тоді {\displaystyle Z_{n}\geq 0} (м.п.). Скінченність величини {\displaystyle Y} (м.п.) зумовлює, що {\displaystyle Z_{n}} є визначеним (не приймає форму {\displaystyle \infty -\infty }) усюди за межами нульової множини. В цій нульовій множині {\displaystyle Z_{n}} може визначатися довільним чином (наприклад, нулем або у будь-який інший спосіб, до тих пір доки зберігається вимірність) без впливу на доведення. Як різниця двох випадкових величин, {\displaystyle Z_{n}} є також випадковою величиною. Відповідно до узагальненої версії леми Фату, {\displaystyle {\begin{aligned}\operatorname {E} [\liminf _{n}X_{n}]-\operatorname {E} [Y]&=\operatorname {E} [\liminf _{n}(X_{n}-Y)]\\&=\operatorname {E} [\liminf _{n}Z_{n}]\\&\leq \liminf _{n}\operatorname {E} [Z_{n}]\\&=\liminf _{n}\operatorname {E} [X_{n}-Y]\\&=\liminf _{n}(\operatorname {E} [X_{n}]-\operatorname {E} [Y])\\&=(\liminf _{n}\operatorname {E} [X_{n}])-\operatorname {E} [Y],\end{aligned}}} звідки випливає твердження. |

Наслідок. Нехай
- {\displaystyle X_{n}\to X} поточково (м.п.);
- {\displaystyle \operatorname {E} [X_{n}]\leq C,} для деякої сталої {\displaystyle C} (незалежної від {\displaystyle n});
- {\displaystyle \operatorname {E} [Y]>-\infty ;}
- {\displaystyle -\infty \leq Y\leq X_{n}\leq +\infty } (м.п.), для кожного {\displaystyle n.}

Тоді {\displaystyle \operatorname {E} [X]\leq C.}
Доведення виконують спостерігаючи за тим, що {\displaystyle \textstyle X=\liminf _{n}X_{n}} (м.п.) і застосовуючи лему Фату.

### Теорема про мажоровану збіжність
Нехай {\displaystyle \{X_{n}\}_{n}} є послідовністю випадкових величин. Якщо {\displaystyle X_{n}\to X} поточково (м.п.), {\displaystyle |X_{n}|\leq Y\leq +\infty } (м.п.), та {\displaystyle \operatorname {E} [Y]<\infty }. Тоді, відповідно до теореми про мажоровану збіжність,
- функція від {\displaystyle X} є вимірною (hence a random variable);
- {\displaystyle \operatorname {E} |X|<\infty };
- всі математичні сподівання {\displaystyle \operatorname {E} [X_{n}]} та {\displaystyle \operatorname {E} [X]} є визначеними (не приймають форму {\displaystyle \infty -\infty });
- {\displaystyle \lim _{n}\operatorname {E} [X_{n}]=\operatorname {E} [X]} (обидві сторони рівняння можуть бути скінченними);
- {\displaystyle \lim _{n}\operatorname {E} |X_{n}-X|=0.}

## Зв'язок із характеристичною функцією
Функція густини імовірностей {\displaystyle f_{X}} для скалярної випадкової величини {\displaystyle X} пов'язана із її характеристичною функцією {\displaystyle \varphi _{X}} через формулу обернення:
{\displaystyle f_{X}(x)={\frac {1}{2\pi }}\int _{\mathbb {R} }e^{-itx}\varphi _{X}(t)\,dt.}
Для математичного сподівання величини {\displaystyle g(X)} (де {\displaystyle g:{\mathbb {R} }\to {\mathbb {R} }} є функцією Бореля), ми можемо використати формулу обернення аби отримати
{\displaystyle \operatorname {E} [g(X)]={\frac {1}{2\pi }}\int _{\mathbb {R} }g(x)\left[\int _{\mathbb {R} }e^{-itx}\varphi _{X}(t)\,dt\right]\,dx.}
Якщо {\displaystyle \operatorname {E} [g(X)]} є скінченним, змінивши порядок інтегрування і відповідно до теореми Фубіні-Тонеллі, отримаємо
{\displaystyle \operatorname {E} [g(X)]={\frac {1}{2\pi }}\int _{\mathbb {R} }G(t)\varphi _{X}(t)\,dt,}
де
{\displaystyle G(t)=\int _{\mathbb {R} }g(x)e^{-itx}\,dx}
є перетворенням Фур'є для {\displaystyle g(x).} Вираз для {\displaystyle \operatorname {E} [g(X)]} випливає напряму із теореми Планшереля.

## Приклад випадкової величини, що не має математичного сподівання
Нехай випадкова величина {\displaystyle \displaystyle \xi } розподілена за законом Коші з параметрами {\displaystyle \displaystyle a} та {\displaystyle \displaystyle b} , тобто {\displaystyle {\mathcal {L}}(\xi )=K(a,b)}. Ця випадкова величина має щільність:
{\displaystyle p_{\xi }(x)={\frac {b}{\pi ((x-a)^{2}+b^{2})}}}.
Знайдемо її математичне сподівання.
{\displaystyle \operatorname {E} (\xi )=\int _{\Omega }\xi dP=\int _{X}xp_{\xi }(x)dx=\int _{X}{\frac {bx}{\pi ((x-a)^{2}+b^{2})}}dx=}
{\displaystyle =b\int _{X}{\frac {x-a+a}{\pi ((x-a)^{2}+b^{2})}}dx={\frac {b}{2\pi }}\ln((x-a)^{2}+b^{2})+a\arctan {\frac {x-a}{b}}{\bigg |}_{x_{min}}^{x_{max}}}.
Наявність логарифма в останньому виразі робить неможливим обчислення цього інтегралу (внаслідок необмеженості логарифма при необмеженому аргументі), що і доводить відсутність математичного сподівання випадкової величини {\displaystyle \displaystyle \xi } .

## Застосування
Існує можливість побудувати таке математичне сподівання, яке буде дорівнювати імовірності події, якщо розраховувати його як математичне сподівання від індикаторної функції, яка приймає за одиницю факт виникнення події, і нуль у іншому випадку. Цей взаємозв'язок може використовуватися для застосування властивостей математичного сподівання і поширення їх до властивостей імовірностей, тобто, використовувати закон великих чисел, щоб обґрунтувати спосіб оцінки імовірностей за допомогою визначення частоти їх виникнення.
Математичні сподівання для різних степенів величини X називаються моментами величини X; центральний момент довкола середнього значення величини X це математичні сподівання степенів X − E[X]. Моменти деяких випадкових величин можуть використовуватися для визначення їх розподілів, через їх твірні функції моментів.
Для того, щоб імпіричним шляхом знайти оцінку математичного сподівання деякої випадкової величини, на основі неодноразово отриманих вимірах спостережень необхідно розрахувати середнє арифметичне значення для цих результатів. Якщо математичне сподівання існує, ця процедура дозволяє оцінити істинне математичне сподівання незміщеного виду і дозволяє мінімізувати суму квадратів залишків (суму квадратичних відстаней між спостереженнями і статистичними оцінками). Закон великих чисел демонструє (при досить м'яких умовах) що, із збільшенням розміру вибірки, дисперсія цієї статистичної оцінки зменшується.
Цю властивість використовують у дуже широкому колі різноманітних застосувань, включаючи загальні задачі теорії статистичного оцінювання та машинного навчання, що дозволяє оцінити (ймовірнісні) величини, що представляють інтерес, за допомогою методів Монте-Карло, оскільки більшість з цих величин можна представити у вигляді математичних сподівань, тобто {\displaystyle \operatorname {P} ({X\in {\mathcal {A}}})=\operatorname {E} [{\mathbf {1} }_{\mathcal {A}}]}, де {\displaystyle {\mathbf {1} }_{\mathcal {A}}} є характеристичною функцією для множини {\displaystyle {\mathcal {A}}}.

Масовий розподіл імовірностей збалансований довкола математичного сподівання, тут наведено Бета-розподіл Beta(α,β) із математичним сподіванням α/(α+β).

 В класичній механіці, the центр мас є поняттям, яке аналогічне математичному сподіванню. Наприклад, припустимо, що X це дискретна випадкова величина, що приймає значення xi і має відповідні імовірності pi. Розглянемо невагомий стрижень, на якому здовж цього стрижня розміщені елементи ваги, в місцях розташування xi, які мають маси pi (сума яких дорівнює одиниці). Точка, в якій цей стрижень буде збалансований буде відповідати E[X].
Математичні сподівання також можна використовувати для розрахунку дисперсії, за допомогою формули розрахунку дисперсії:
{\displaystyle \operatorname {Var} (X)=\operatorname {E} [X^{2}]-(\operatorname {E} [X])^{2}.}
Дуже важливою областю застосування математичного сподівання є квантова механіка. Математичне сподівання для оператора квантової механіки {\displaystyle {\hat {A}}}, що виконує операцію над вектором {\displaystyle |\psi \rangle } квантового стану записується як {\displaystyle \langle {\hat {A}}\rangle =\langle \psi |A|\psi \rangle }. Невизначеність для {\displaystyle {\hat {A}}} можна розрахувати за допомогою формули {\displaystyle (\Delta A)^{2}=\langle {\hat {A}}^{2}\rangle -\langle {\hat {A}}\rangle ^{2}}.